# Дижон-5
Дижон 5-й кантон (фр. Dijon  5e  Canton) — кантон во Франции, находится в регионе Бургундия. Департамент кантона — Кот-д’Ор. Входит в состав округа Дижон. Население кантона на 2006 год составляло 28 512 человек.
Код INSEE кантона — 2139. Всего в кантон Дижон 5-й кантон входят 8 коммун, из них главной коммуной является Дижон 5-й кантон.

## Коммуны кантона
- Корсель-ле-Мон — население 693 чел.
- Флавиньеро — население 164 чел.
- Флёре-сюр-Уш — население 1188 чел.
- Лантене (Кот-д’Ор) — население 454 чел.
- Пак (Кот-д’Ор) — население 288 чел.
- Пренуа — население 378 чел.
- Велар-сюр-Уш — население 1626 чел.